# Möckernbrücke
Die Möckernbrücke im Berliner Ortsteil Kreuzberg des Bezirks Friedrichshain-Kreuzberg führt die Möckernstraße zwischen Halleschem Ufer und Tempelhofer Ufer am Kanalkilometer 5,4 über den Landwehrkanal. Sie wird ihrerseits vom Viadukt der dort als Hochbahn ausgeführten U-Bahn-Strecke der Linien U1 und U3 überquert.

## Name
Der Name der Brücke bezieht sich auf die Möckernstraße, in deren Verlauf die Möckernbrücke liegt. Im Zuge der Völkerschlacht bei Leipzig hatte General Ludwig Yorck von Wartenburg bei Möckern im Oktober 1813 die Truppen Napoleon Bonapartes besiegt. Die Benennung der Brücke erfolgte am Ende des 19. Jahrhunderts.

## Geschichte

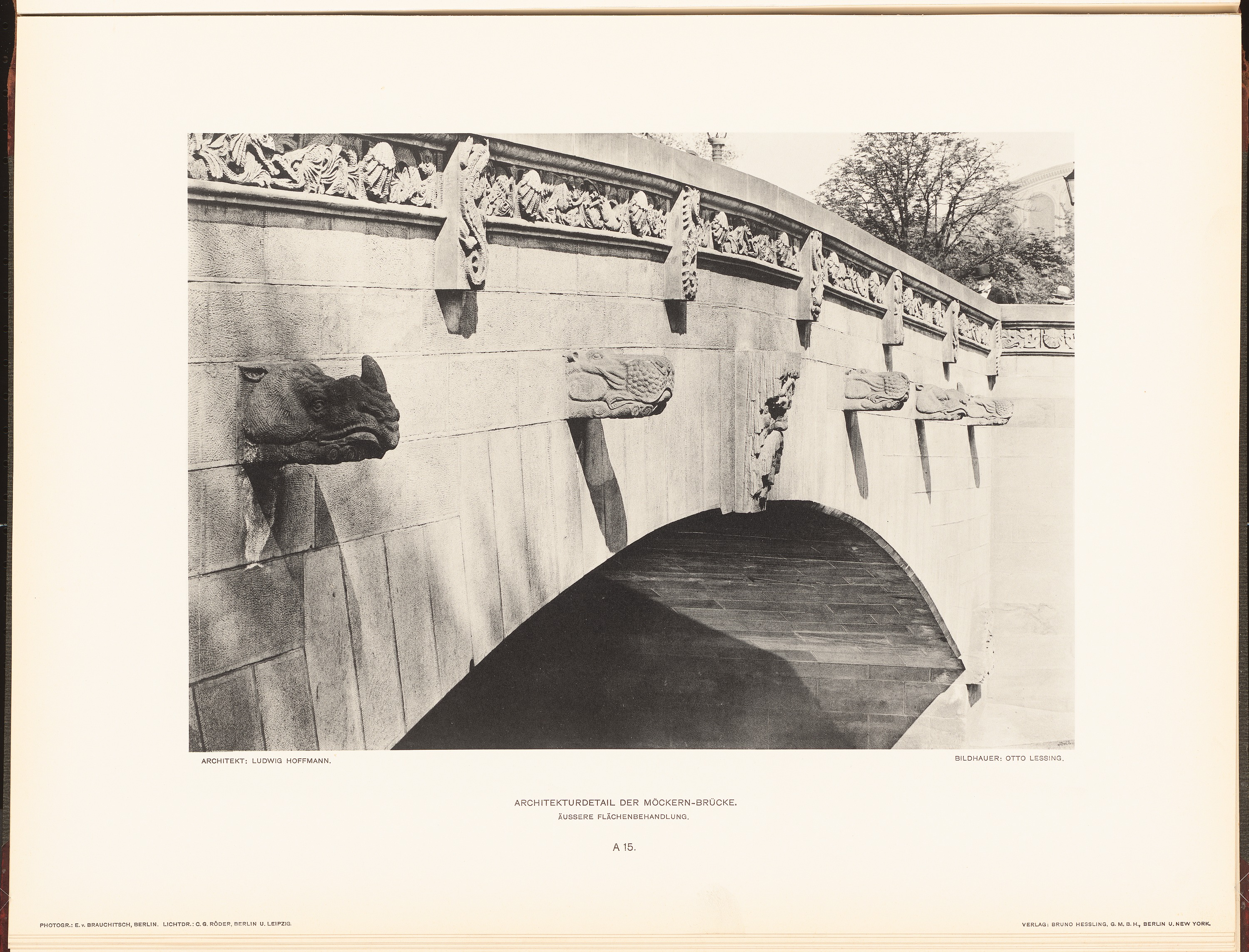
Die Sandsteinbrücke im Jahr 1903 – die Hochbahn wurde zwischen 1896 und 1902 gebaut

Die Möckernbrücke wurde in den Jahren 1898–1899 von Friedrich Krause und Ludwig Hoffmann als einbogige Sandsteinbrücke errichtet. Sie hatte eine Spannweite von 16 m und ersetzte eine seit 1848 bestehende hölzerne Klappbrücke. Als Schmuck trug sie einen vom Bildhauer Otto Lessing gestalteten Fries.
Im Zweiten Weltkrieg wurde die alte Sandsteinbrücke zerstört, 1954 trat eine Spannbetonbrücke an ihre Stelle. Sie weist auf beiden Seiten 4,6 m breite Fußwege auf, die 10 m breite Fahrbahn besitzt in jede Richtung eine Fahrspur.
Zwischen 2004 und 2009 ließ das damalige Wasserstraßen- und Schifffahrtsamt Berlin im Bereich dieser und weiterer Brücken über den Landwehrkanal eine umfassende Sanierung des Kanalufers in sechs Bauabschnitten auf 11 km Länge durch das Einbringen neuer Spundbohlen vornehmen.

## Umgebung
Sowohl die Hochbahnbrücke als auch die Hallesche-Tor-Brücke ganz in der Nähe dieses Bauwerks stehen unter Denkmalschutz. Zahlreiche Mehrfamilienwohnhäuser an der Möckernstraße sind ebenfalls in ihrer historistischen Architektur beachtenswert und in der Berliner Denkmalliste enthalten. Das Amtsgericht Tempelhof-Kreuzberg ist ein ebenfalls sehenswerter Baudenkmalkomplex. Südwestlich der Brücke befindet sich einer der barrierefreien Haupteingänge des am 2. September 2011 eröffneten Parks am Gleisdreieck.